# San Pascualito

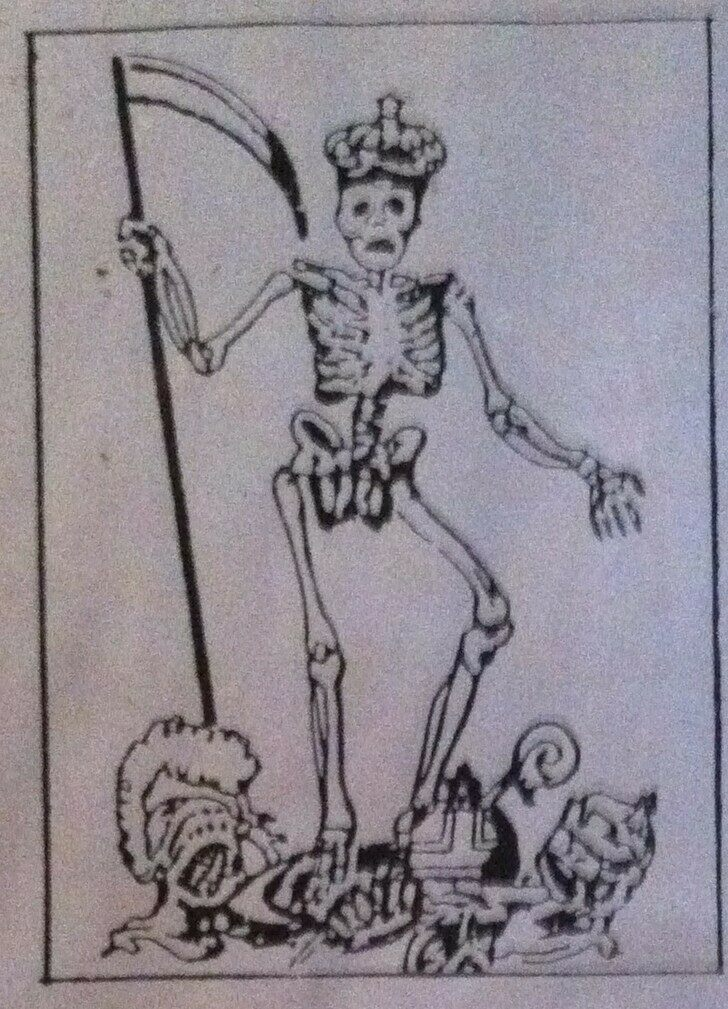
El Rey San Pascual

El Rey San Pascual (conocido también como San Pascualito Muerte o el demonio de los tesoreros, ellos le tienen miedo en cada cierre de mes, San Pascual Rey y San Pascual Bailón) es un santo popular relacionado con San Pascual Baylón. Es venerado en Guatemala y el estado mexicano de Chiapas en forma de un esqueleto, su iconografía lleva una capa, una corona. Su culto tiene raíces de la tradición época prehispánica, y que él represente un dios de la muerte prehispánico. La Iglesia católica no lo reconoce como santo y rechaza su veneración.

## Historia
Según el historiador Francisco Antonio de Fuentes y Guzmán, el nombre de San Pascualito viene del fraile Pascual Baylón de España. En 1650, un guatemalteco indígena de San Antonio Aguacaliente (actualmente Ciudad Vieja) estaba muriendo de una fiebre epidémica llamada cucumatz en kaqchikel. Había recibido la extremaunción cuando tuvo una visión de un esqueleto alto y vestido en ropas brillantes. La figura se presentó como «San Pascual Baylón», aunque Baylón no fuera canonizado hasta 1690. (Fue beatificado en 1618.) Prometió que intercedería para llevarse el azote de cucumatz si la comunidad le adoptaba como patrón y veneraba su imagen. Como prueba de su identidad, predijo que en nueve días el hombre enfermo moriría y que la epidemia terminara. Cuando el hombre falleció en el período predicho y la epidemia pasó, el rumor de la visión comenzó correr. Las imágenes de San Pascual se hicieron populares a pesar de una prohibición por la inquisición española.

## Veneración
Una capilla en Olintepeque, Guatemala se dedica a la veneración del Rey San Pascual. Los fieles dejan notas de agradecimiento, capas y velas. El color de la vela puede significar la natura de la petición: roja para amor, rosa para salud, amarilla para protección, verde para negocio, azul para trabajo, celeste para dinero, púrpura para ayuda contra vicios, blanco para protección de niños y negro para venganza. Una festividad se celebra el 17 de mayo, la festividad de San Pascual Baylón.
La devoción tiene su origen en la fusión y evolución del Nahual o Abuelo Keme y su culto está relacionado con la veneración y admiración que los pueblos mayas le han tenido al fenómeno del fenecer de la vida, que ese paso notable a “la otra dimensión de la vida”. Hay que recordar que los mayas no creen en la reencarnación, sino en que al momento de morir o trascender se va a un lugar llamado Xibalba; en este lugar dependiendo de sus acciones estará en un lugar relativamente tranquilo con su familia y antepasados o estará en una de las casas en la que los señores de Xibalba le harán sufrir perpetuamente según el Popol Wuj.
Otra réplica sagrada, representada por un esqueleto sentado en una carreta, se encuentra en la iglesia de San Pascualito, en Tuxtla Gutiérrez, la capital de Chiapas.